# Parque Nacional de Pripyshminskiye Bory
O Parque Nacional de Pripyshminskiye Bory (em russo:  Припышминские Боры) é uma área protegida da Rússia. Fica situada no canto sudoeste da planície ocidental de Sibéria. O parque protege um complexo de pinheiros e florestas de bétula. Cerca de 10% da área é composta por pântanos, lagos, campos de feno e pastagens. O parque está localizado no Oblast de Sverdlovsk, 150 km a leste da cidade de Yekaterinburg e 70 quilómetros a oeste de Tyumen. A rota ferroviária trans-siberiana passa pelas duas secções do parque.

## Topografia
Este parque nacional é dividido em duas secções. A secção de Talisky, que está na margem direita do rio Pyshma, está a sul e a leste da cidade de Talitsa. É uma floresta relativamente plana composta por pinheiros, abetos e lariços. A segunda secção, Tugulymskaya, fica 20 milhas a nordeste, no distrito de Tugulymsky. Tem pântanos e pantanais nas planícies de inundação do rio Pyshma, com floresta de lariço, abeto e cedro.

## Clima
O clima na floresta de Pripyshminskiye é um clima continental húmido, caracterizado por grandes diferenças de temperatura entre estações, com verões mornos a quentes (e frequentemente húmidos) e invernos frios (por vezes muito frios). A precipitação é relativamente bem distribuída ao longo do ano, com uma média anual de 17 polegadas.

## Eco-região
A eco-região terrestre de Pripyshminskiye é formada por taiga da Sibéria Ocidental, uma região caracterizada por florestas de coníferas, abeto e larício. A eco-região de água doce é classificada como "Bacia do Rio Ob", caracterizada pela topografia de planícies, clima continental e complexos de peixes de água doce.

## Turismo
O parque tem zonas para a protecção rigorosa da natureza, para o turismo cultural (incluindo vários trilhos eco-turísticos), e recreação (como a colheita de bagas e de cogumelos). Existem trilhos desenvolvidos para caminhadas e existem também acampamentos disponíveis com locais equipados com barracas e cabanas. O parque também patrocina um museu de natureza e banhos.